# La Mariée aux cheveux blancs
Série
La Mariée aux cheveux blancs 2
(1993)
Pour plus de détails, voir Fiche technique et Distribution.
La Mariée aux cheveux blancs (chinois traditionnel : 白髮魔女傳 ; pinyin : Bái fà mó nǚ zhuàn) ou The Bride with White Hair est un film hongkongais réalisé par Ronny Yu sorti en 1993.

## Synopsis
Lian a été élevée par des loups. C'est aujourd'hui une sorcière redoutée. Lorsqu'elle se retrouve face à un jeune guerrier membre du clan ennemi, c'est le coup de foudre.

## Fiche technique
- Titre original : 白髮魔女傳, Bái fà mó nǚ zhuàn
- Titre français : La Mariée aux cheveux blancs
- Titre international : The Bride with White Hair
- Réalisation : Ronny Yu
- Scénario : David Wu, Ronny Yu, Kei To Lam
- Photographie : Peter Pau
- Production : Ronny Yu, Michael Wong, Raymond Wong
- Pays d'origine : Hong Kong
- Durée : 85 minutes
- Dates de sortie :
  - Hong Kong : 26 août 1993[1]
  - France : 25 décembre 2019 (version restaurée)

## Distribution
- Brigitte Lin : Lian Nichang
- Leslie Cheung : Zhuo Yi-Hang
- Elaine Lui : Ji Wushuang femme
- Francis Ng : Ji Wushuang homme
- Yammie Lam : Ho Lu Hua
- Eddy Ko : Général Wu San-Kuei
- Law Lok-lam : Pai Yun
- Fong Pao : Maître Tzu Yang

## Distinctions

### Récompenses
- Hong Kong Film Awards 1994 : meilleure photographie, meilleure direction artistique et meilleurs costumes

### Nominations
- Hong Kong Film Awards 1994 : meilleur montage, meilleure musique de film et meilleure chanson

## Sortie vidéo
Le film sort en Blu-ray le 28 février 2020, édité par Spectrum Films. L'édition comprend des entretiens avec Ronny Yu, le scénariste Lam Kee To et le chorégraphe Jacky Yeung ; mais aussi une présentation du film par Arnaud Lanuque, un portrait de Ronny Yu par Julien Sévéon et un retour sur l'adaptation par Brigitte Duzan. Elle inclut également La Mariée aux cheveux blancs 2, suite directe réalisé par le monteur David Wu.

## Voir également